# Benjamin Girke
Benjamin Girke (* 26. Oktober 1988 in Wittenberg) ist ein deutscher Fußballspieler.

## Karriere
Girke kam 2007 von Anhalt Dessau zu Dynamo Dresden. Er spielte vor allem für die zweite Mannschaft, stand jedoch in der Saison 2008/09 im Dresdner Drittligakader und hatte fünf Einsätze. Im Sommer 2010 wechselte der Linksverteidiger zum sächsischen Landesligisten Radebeuler BC 08. 2012 ging er zurück zu seinem Jugendverein SV Dessau 05. Sein aktueller Verein ist die SG 1948 Reppichau.